# ポルト大聖堂

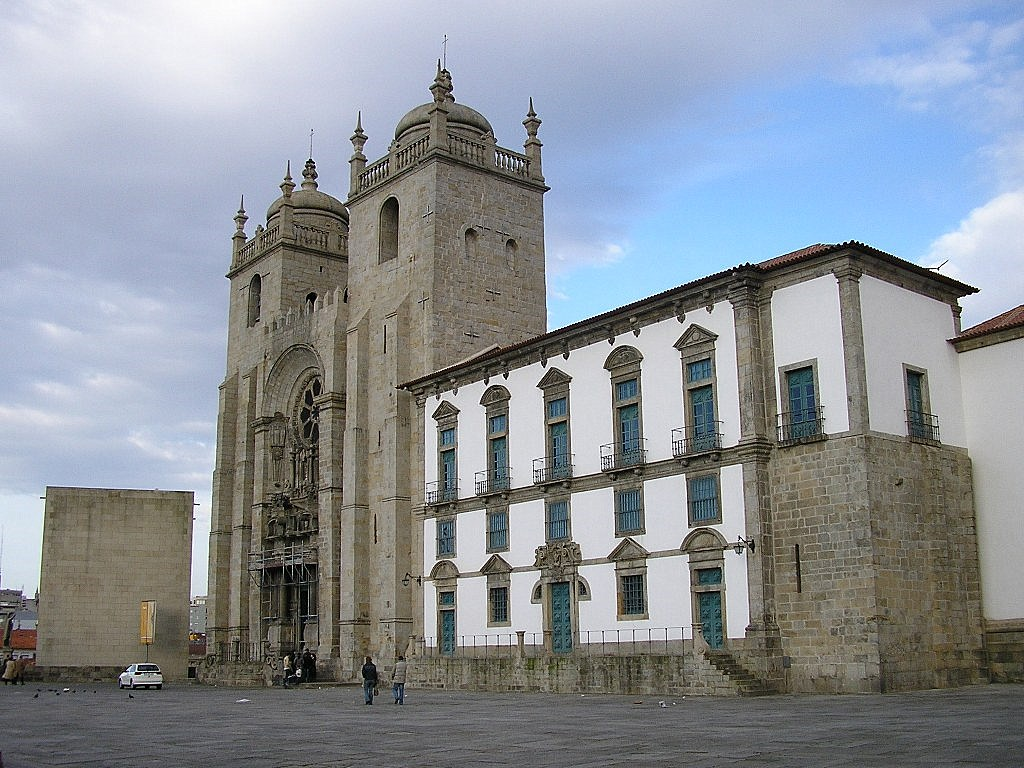
メイン・ファサード

ポルト大聖堂 （Sé do Porto）は、ポルトガル・ポルトにある大聖堂。市内で最も古い建造物であり、ポルトガル国内で最も重要なロマネスク様式建築の一つである。
現在のポルト大聖堂はフーゴ司教の後援のもとで1110年頃に建立が開始されて13世紀に完成したが、司教座自体はスエビ王国支配下の5世紀から6世紀には既にポルト市にあったと記録されている。
大聖堂は平面が四角形の双塔を備えている。いずれも控え壁で支えられ、ドームを頂いている。ファサードには装飾が施されておらず、しかも異種建築様式の混合となっている。バロック様式の張り出し玄関と、銃眼模様のアーチの下に美しいロマネスク様式のバラ窓があり、要塞化された教会だという印象を与える。
ロマネスク様式の身廊は狭い方で、トンネルヴォールト（円筒形のヴォールト）が架けられている。両側は背の低いヴォールトの側廊となっている。中央にある身廊の石造り天井を支えるのは、ポルトガルではこの大聖堂で初めて採用された飛び梁を使った技法である。
当初ロマネスク様式であった大聖堂はたびたび改築を受けたが、ファサード全体の外観はロマネスク様式のままである。

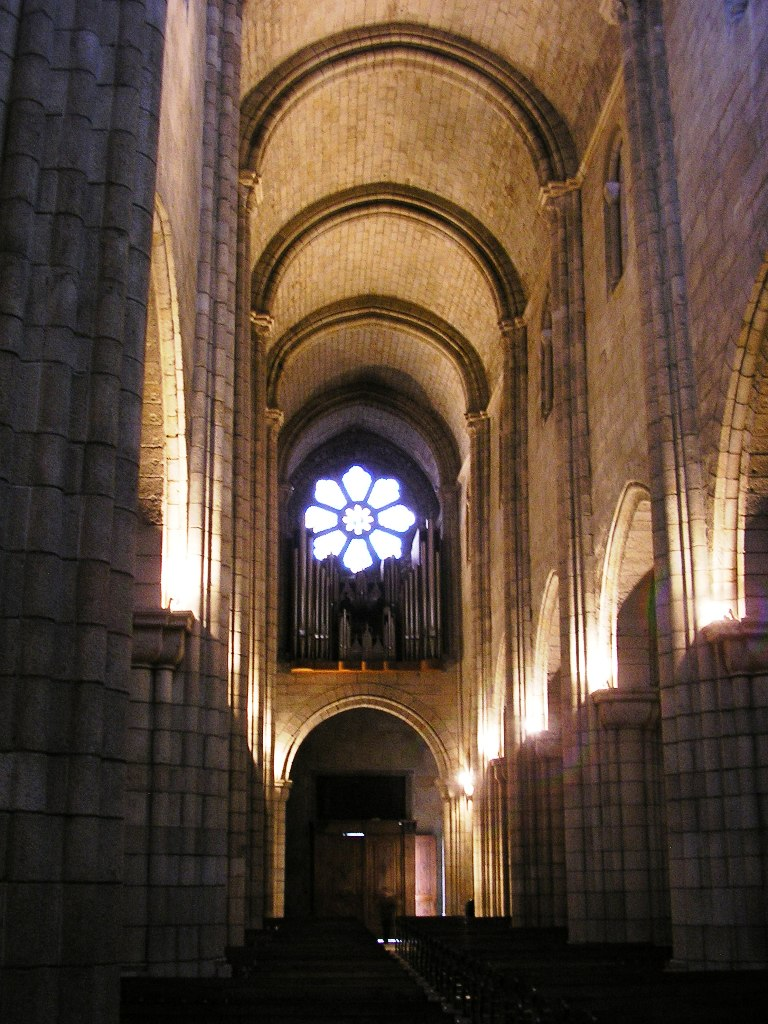
バラ窓の内側からの眺め

1333年頃、ゴシック様式の葬祭用礼拝堂としてジョアン・ゴルド礼拝堂が付け加えられた。ジョアンはディニス1世の臣下として働いた聖ヨハネ騎士団員だった。彼の墓は、彼の横たわる像と12使徒の像で飾られている。ゴシック時代に加えられた他の要素には、14世紀から15世紀にかけ建てられた優雅な回廊がある。この時期の王ジョアン1世は、1387年にポルト大聖堂でイングランド王女フィリパ・デ・レンカストレと結婚式を挙げた。
大聖堂の外側の姿は、バロック時代に大いに改められた。1772年、元のロマネスク様式の扉口が新しい扉口に取り替えられ、塔のドームが改造された。1732年頃、イタリア人建築家ニコロ・ナッツオーニは、大聖堂の側廊側ファサードに優雅なバロック様式の涼み廊を加えた。1801年に勃発したオレンジ戦争ではアマランテで戦闘が繰り広げられる中、スペイン兵士が大聖堂を一時的に占拠したが、地元民の力によって取り戻された。その後、大聖堂を取り戻すために命を落とした地元民の名を残すため、マグネタイトに大理石を重ねた銘板が大聖堂の祭壇の後ろに掲げられた。

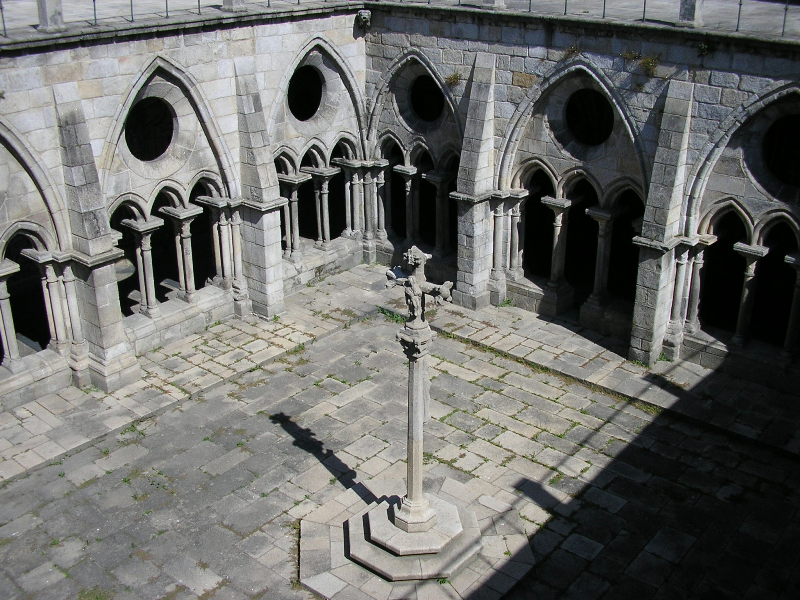
ゴシック様式の回廊

内装もバロック時代に変更された。17世紀半ばには礼拝堂の一つにポルトガル人芸術家の手による壮麗な銀製の衝立が祭壇上部に加えられた。また、同じころロマネスク様式の回廊付アプスが取り壊され、新たなアプスがバロック様式で建てられた。のち、ナッツオーニによって新しい壁と聖職者席が塗られた。礼拝堂内の祭壇棚はサントス・パシェーコに設計され、1727年から1729年にかけてミゲル・フランシスコ・ダ・シルヴァによって仕上げられたポルトガル・バロック様式の代表作品である。
1つの像が支える3つの赤大理石製の聖水盤は17世紀の制作である。洗礼室には、聖ヨハネによる洗礼を受けるキリストをモチーフとしたブロンズのレリーフがある。このレリーフの作者はアントニオ・テイシェイラ・ロペスである。
南側翼廊はゴシック様式の回廊とつながっている。回廊はヴァレンティン・デ・アルメイダによりバロックのアズレージョ（彩色タイル）で装飾された。それらは聖母マリアの一生と、オウィディウスによる大変化???を描いている。初期ロマネスク様式の回廊遺構にはいくつかのサルコファガス（棺のための石製の入れ物）が残されている。テラスはアントニオ・ヴィダルによってアズレージョで装飾された。聖堂参事会会議所の格間天井には、道徳的な意味を持つ寓話がパッチーニによって1737年に描かれた。